# Раск (округ Бернетт, Вісконсин)
Раск (англ. Rusk) — місто (англ. town) в США, в окрузі Бернетт штату Вісконсин. Населення — 470 осіб (2020).

## Демографія
Згідно з переписом 2010 року, у місті мешкало 409 осіб у 183 домогосподарствах у складі 121 родини. Було 497 помешкань
Расовий склад населення:
| - 84,4 % — білих - 10,5 % — корінних американців - 0,7 % — чорних або афроамериканців |

До двох чи більше рас належало 4,4 %. Частка іспаномовних становила 1,2 % від усіх жителів.
За віковим діапазоном населення розподілялося таким чином: 18,8 % — особи молодші 18 років, 57,0 % — особи у віці 18—64 років, 24,2 % — особи у віці 65 років та старші. Медіана віку мешканця становила 49,8 року. На 100 осіб жіночої статі у місті припадало 104,5 чоловіків;  на 100 жінок у віці від 18 років та старших — 101,2 чоловіків також старших 18 років.
Середній дохід на одне домашнє господарство  становив 62 106 доларів США (медіана — 57 500), а середній дохід на одну сім'ю — 73 081 долар (медіана — 62 813). Медіана доходів становила 46 607 доларів для чоловіків та 33 056 доларів для жінок. За межею бідності перебувало 14,0 % осіб, у тому числі 15,9 % дітей у віці до 18 років та 6,9 % осіб у віці 65 років та старших.
Цивільне працевлаштоване населення становило 161 особа. Основні галузі зайнятості: освіта, охорона здоров'я та соціальна допомога — 19,9 %, виробництво — 17,4 %, транспорт — 11,2 %, мистецтво, розваги та відпочинок — 10,6 %.